# Estandarte Azul Simples
O Estandarte Azul Simples (chinês tradicional: 正藍旗, chinês simplificado: 正蓝旗, pinyin: Zhèng Lán Qí) foi um dos Oito Estandartes (cinco Estandartes inferiores) da organização militar e social Manchu durante as dinastias Jin Posterior e Qing da China. 

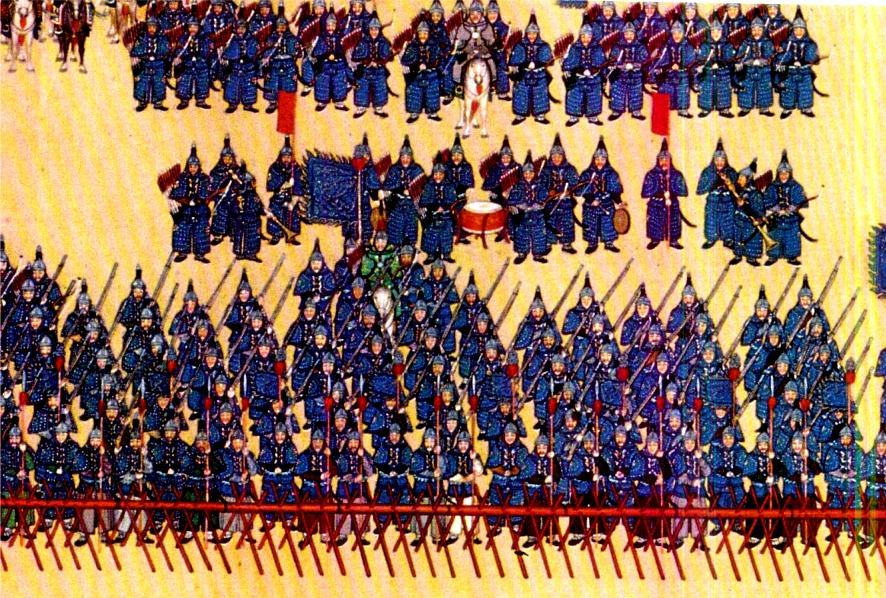
Soldados do Estandarte Azul Simples durante o reinado do Imperador Qianlong

## Membros notáveis
- Li Yongfang
- Abatai
- Agui
- Zhao Erfeng (Han)
- Keying
- Nobre Consorte Imperial Gongsu

## Clãs notáveis
- Arute Hala
- Janggiya
- Giorca
- Yehe Nara
- Zhao
- Liugiya
- Li